# Cena Izvestijí 1972
Šestý ročník Ceny Izvestijí se konal od 16. do 23. prosince 1972 v Moskvě. Zúčastnilo se pět reprezentačních mužstev, která se utkala jednokolovým systémem každý s každým.

## Výsledky a tabulka
|    |         | SSSR          | ČSSR           | SWE     | FIN    | POL    | V | R | P | Skóre | B |
| 1. | SSSR    | Sovětský svaz | 8:4            | 10:2    | 11:3   | 5:1    | 4 | 0 | 0 | 34:10 | 8 |
| 2. | ČSSR    | 4:8           | Československo | 2:2     | 1:1    | 3:0    | 1 | 2 | 1 | 10:11 | 4 |
| 3. | Švédsko | 2:10          | 2:2            | Švédsko | 3:1    | 2:2    | 1 | 2 | 1 | 9:15  | 4 |
| 4. | Finsko  | 3:11          | 1:1            | 1:3     | Finsko | 3:2    | 1 | 1 | 2 | 8:17  | 3 |
| 5. | Polsko  | 1:5           | 0:3            | 2:2     | 2:3    | Polsko | 0 | 1 | 3 | 5:13  | 1 |

 Finsko -  Švédsko 1:3 (0:0, 0:1, 1:2)
16. prosince 1972 - Moskva

Branky Finska: 52. Jukka Alkula.

Branky Švédska: 33. Stefan Karlsson, 42. Björn Johansson, 48. Karl-Johan Sundqvist.

Rozhodčí: Wojciech Szczepek (POL), Heini Ehrensberger (SUI)

Vyloučení: 5:4 (využití 0:0)
Finsko: Jorma Valtonen (21. Lasse Killi) – Pekka Kuusisto, Heikki Riihiranta, Timo Nummelin, Jauko Öystilä, Timo Saari, Pekka Rautakallio - Timo Sutinen, Seppo Ahokainen, Henry Leppä - Jukka Alkula, Raimo Suoniemi, Juhani Tamminen - Matti Murto, Jorma Vehmanen, Lauri Mononen - Timo Turunen.
Švédsko: William Löfqvist – Lars-Erik Sjöberg, Björn Johansson, Thommy Abrahamsson, Karl-Johan Sundqvist, Stig Östling, Börje Salming - Stefan Karlsson, Ulf Sterner, Lars-Göran Nilsson - Håkan Wickberg, Ulf Nilsson, Dick Yderström - Mats Åhlberg, Ken-Erik Andersson, Dan Söderström.
 SSSR -  Polsko 5:1 (2:1, 2:0, 1:0)
17. prosince 1972 - Moskva

Branky SSSR: 4. Vjačeslav Anisin, 14. Alexandr Malcev, 29. Vladimir Petrov, 36. Alexandr Bodunov, 60. Vladimir Petrov.

Branky Polska: 16. Mieczysław Jaskierski.

Rozhodčí: Unto Wiitala (FIN), Josef Kompalla (FRG)

Vyloučení: 2:3 (využití 1:0)
SSSR: Alexandr Sidělnikov – Viktor Kuzkin, Alexandr Gusev, Valerij Vasiljev, Jurij Ljapkin, Vladimir Lutčenko, Vladimir Orlov – Boris Michajlov, Vladimir Petrov, Valerij Charlamov – Alexandr Malcev, Vladimir Šadrin, Alexandr Jakušev – Jurij Lebeděv, Vjačeslav Anisin, Alexandr Bodunov – Vladimir Vikulov, Jurij Blinov, Sergej Glazov.
Polsko: Walery Kosyl – Robert Góralczyk, Ludwik Czachowski, Andrzej Słowakiewicz, Stanisław Fryźlewicz, Adam Kopczyński, Jerzy Potz - Józef Słowakiewicz, Tadeusz Kacik, Walenty Ziętara – Józef Batkiewicz, Wiesław Tokarz, Stefan Chowaniec - Tadeusz Obłój, Karol Żurek, Jan Mrugała - Jan Szeja, Mieczysław Jaskierski, Krzysztof Birula-Białynicki. 
 Československo -  Švédsko 2:2 (1:2, 1:0, 0:0)
18. prosince 1972 - Moskva

Branky a nahrávky Československo: 14. Jaroslav Pouzar (Václav Nedomanský), 28. Jiří Kochta (Jaroslav Pouzar).

Branky a nahrávky Švédska: 13. Dan Söderström (Mats Åhlberg), 18. Ulf Sterner.

Rozhodčí: Josef Kompalla (FRG), Heini Ehrensberger (SUI)

Vyloučení: 1:3 (využití 0:0)
ČSSR: Jiří Crha – Jiří Bubla, Josef Horešovský, Milan Kužela, Jaroslav Šíma, Oldřich Machač, Karel Vohralík – Ivan Hlinka, Richard Farda, Bohuslav Šťastný – Jiří Kochta, Václav Nedomanský, Jaroslav Pouzar – Eduard Novák, Bedřich Brunclík, Bohuslav Ebermann.
Švédsko: Curt Larsson – Björn Johansson, Lars-Erik Sjöberg, Karl-Johan Sundqvist, Thommy Abrahamsson, Börje Salming, Stig Östling – Stefan Karlsson, Ulf Sterner, Willy Lindström – Dick Yderström, Ulf Nilsson, Ken-Erik Andersson – Inge Hammarström, Håkan Wickberg, Lars-Göran Nilsson – Dan Söderström, Mats Åhlberg, Hans Hansson.
 SSSR -  Finsko 11:3 (6:0, 3:1, 2:2)
18. prosince 1972 - Moskva

Branky SSSR: 1:0 5. Valerij Charlamov, 2:0 5. Alexandr Gusev, 9. Alexandr Malcev, 12. Vladimir Petrov, 15. Valerij Charlamov, 16. Vladimir Šadrin, 21. Valerij Vasiljev, 24. Alexandr Jakušev, 30. Vladimir Petrov, 41. Boris Michajlov, 45. Valerij Charlamov.

Branky Finska: 31. Jorma Vehmanen, 47. Matti Murto, 54. Timo Turunen.

Rozhodčí: Len Gagnon (USA), Wojciech Szczepek (POL)

Vyloučení: 2:1 (využití 0:0)
SSSR: Vladislav Treťjak (41. Alexandr Sidělnikov) – Vladimir Lutčenko, Alexandr Gusev, Valerij Vasiljev, Jurij Ljapkin, Gennadij Cygankov, Alexandr Ragulin, Vladimir Orlov  – Boris Michajlov, Vladimir Petrov, Valerij Charlamov – Alexandr Malcev, Vladimir Šadrin, Alexandr Jakušev – Jurij Lebeděv, Vjačeslav Anisin, Alexandr Bodunov – Sergej Glazov.
Finsko: Lasse Killi (21. Leo Seppänen) – Timo Nummelin, Jauko Öystilä, Seppo Suoraniemi, Timo Saari, Heikki Riihiranta, Pekka Rautakallio - Timo Sutinen, Seppo Ahokainen, Henry Leppä - Seppo Reppo, Timo Turunen, Lauri Mononen - Juhani Tamminen, Matti Murto, Jukka Alkula.
 Finsko -  Polsko 3:2 (1:0, 1:1, 1:1)
19. prosince 1972 - Moskva

Branky Finska: 18. Juhani Tamminen, 28. Seppo Suoraniemi, 51. Seppo Suoraniemi.

Branky Polska: 38. Robert Góralczyk, 56. Tadeusz Obłój.

Rozhodčí: Rudolf Baťa (TCH), Andersson (SWE)

Vyloučení: 3:5 (využití 1:0)
Finsko: Killi – Kuusisto, Heikki Riihiranta, Jauko Öystilä, Seppo Suoraniemi, Timo Nummelin, Timo Saari - Jorma Vehmanen, Matti Murto, Seppo Ahokainen - Seppo Reppo, Timo Turunen, Pekka Rautakallio - Juhani Tamminen, Jukka Alkula, Raimo Suoniemi.
Polsko: Walery Kosyl – Robert Góralczyk, Ludwik Czachowski, Andrzej Słowakiewicz, Stanisław Fryźlewicz, Marian Feter, Jerzy Potz - Adam Kopczynski, Tadeusz Kacik, Józef Słowakiewicz - Józef Batkiewicz, Wiesław Tokarz, Stefan Chowaniec - Jan Szeja, Mieczysław Jaskierski, Krzysztof Birula-Białynicki - Tadeusz Obłój.
 Československo -  Polsko 3:0 (0:0, 1:0, 2:0)
20. prosince 1972 - Moskva

Branky a nahrávky Československa: 40. Václav Nedomanský, 54. Richard Farda (Bohuslav Šťastný), 57. Eduard Novák (Bedřich Brunclík).

Rozhodčí: Jurij Karandin (URS), Andrej Zacharov (URS)

Vyloučení: 3:3 (využití 1:0, v oslabení 1:0)
ČSSR: Marcel Sakáč – Jiří Bubla, Josef Horešovský, Milan Kužela, Milan Kajkl, Oldřich Machač, Karel Vohralík – Ivan Hlinka (31. Jiří Novák), Richard Farda, Bohuslav Šťastný – Jiří Kochta, Václav Nedomanský, Július Haas - Lubomír Bauer (41. Eduard Novák), Bedřich Brunclík, Bohuslav Ebermann.
Polsko: Walery Kosyl – Robert Góralczyk, Ludwik Czachowski, Andrzej Słowakiewicz, Stanisław Fryźlewicz, Adam Kopczynski, Marian Feter - Tadeusz Obłój, Józef Słowakiewicz, Tadeusz Kacik - Józef Batkiewicz, Wiesław Tokarz, Stefan Chowaniec - Jan Szeja, Mieczysław Jaskierski, Krzysztof Birula-Białynicki.
 Finsko -  Československo 1:1 (1:1, 0:0, 0:0)
21. prosince 1972 - Moskva

Branky a nahrávky Finska: 14. Jukka Alkula (Juhani Taamminen).

Branky a nahrávky Československa: 6. Bedřich Brunclík. 

Rozhodčí: Heini Ehrensberger (SUI), Franz Bader (FRG)

Vyloučení: 3:5 (využití 0:0)
ČSSR: Jiří Crha – Jiří Bubla, Josef Horešovský, Milan Kužela, Jaroslav Šíma, Oldřich Machač, Karel Vohralík – Jiří Novák, Richard Farda, Bohuslav Šťastný – Jiří Kochta, Václav Nedomanský (27. Ivan Hlinka, Jaroslav Pouzar – Eduard Novák, Bedřich Brunclík, Bohuslav Ebermann.
Finsko: Lasse Kiili – Timo Nummelin, Jauko Öystilä, Seppo Suoraniemi, Timo Saari, Pekka Kuusisto, Heikki Riihiranta – Juhani Tamminen, Jukka Alkula, Suoniemi – Pekka Rautakallio, Timo Turunen, Seppo Repo – Henry Leppä, Matti Murto, Seppo Ahokainen.
 SSSR -  Švédsko 10:2 (5:1, 2:0, 3:1)
21. prosince 1972 - Moskva

Branky SSSR: 9. Valerij Vasiljev, 14. Alexandr Bodunov, 15. Boris Michajlov, 16. Boris Michajlov, 18. Alexandr Malcev, 25. Alexandr Malcev, 33. Alexandr Malcev, 42. Vladimir Šadrin, 47. Alexandr Malcev, 59. Alexandr Jakušev.

Branky Švédska: 14.Dan Söderström, 54. Thommy Abrahamsson.

Rozhodčí: Josef Kompala (FRG), Wojciech Szczepek (POL)

Vyloučení: 8:7 (využití 3:1) navíc Börje Salming na 10 min., Lars-Göran Nilsson, Valerij Charlamov, Valerij Vasiljev na 5 min.
SSSR: Vladislav Treťjak – Viktor Kuzkin, Alexandr Gusev, Valerij Vasiljev, Jurij Ljapkin, Vladimir Lutčenko, Alexandr Ragulin – Boris Michajlov, Vladimir Petrov, Valerij Charlamov – Alexandr Malcev, Vladimir Šadrin, Alexandr Jakušev – Jurij Lebeděv, Vjačeslav Anisin, Alexandr Bodunov – Vladimir Vikulov, Sergej Glazov.
Švédsko: Christer Abrahamsson (15. Caurt Larsson) – Björn Johansson, Lars-Erik Sjöberg, Roland Bond, Thommy Abrahamsson, Börje Salming, Stig Östling – Stefan Karlsson, Ulf Sterner, Willy Lindström – Dan Söderström, Mats Åhlberg, Lars-Göran Nilsson – Inge Hammarström, Håkan Wickberg, Hans Hansson – Ulf Nilsson, Ken-Erik Andersson, Dick Yderström.
 Švédsko -  Polsko 2:2 (0:2, 1:0, 1:0)
22. prosince 1972 - Moskva

Branky Švédska: 37. Mats Åhlberg, 47. Inge Hammarström.

Branky Polska: 9. Wiesław Tokarz, 14. Tadeusz Kacik.

Rozhodčí: Rudolf Baťa (TCH), Unto Wiitala (FIN)

Vyloučení: 2:3 (využití 0:0, v oslabení 0:1)
Švédsko: Christer Abrahamsson – Björn Johansson, Lars-Erik Sjöberg, Roland Bond, Thommy Abrahamsson, Börje Salming, Karl-Johan Sundqvist - Stefan Karlsson, Ulf Sterner, Lars-Göran Nilsson – Dan Söderström, Mats Åhlberg, Dick Yderström - Inge Hammarström, Håkan Wickberg, Ulf Nilsson.
Polsko: Walery Kosyl – Robert Góralczyk, Ludwik Czachowski, Andrzej Słowakiewicz, Stanisław Fryźlewicz, Adam Kopczynski, Marian Feter - Tadeusz Obłój, Józef Słowakiewicz, Tadeusz Kacik - Józef Batkiewicz, Wiesław Tokarz, Stefan Chowaniec - Jan Szeja, Mieczysław Jaskierski, Krzysztof Birula-Białynicki.
 SSSR -  Československo 8:4 (1:1, 4:3, 3:0)
23. prosince 1972 - Moskva

Branky a nahrávky SSSR: 13.  Alexandr Gusev (Boris Michajlov), 22. Valerij Charlamov (Vladimir Petrov), 27. Alexandr Jakušev (Alexandr Malcev), 30. Alexandr Jakušev (Alexandr Malcev), 39. Valerij Charlamov (Vladimir Petrov), 47. Vjačeslav Anisin, 48. Alexandr Malcev (Jurij Ljapkin), 53. Vladimir Petrov (Boris Michajlov).

Branky a nahrávky Československa: 16. Jiří Novák (Jiří Bubla), 21. Jaroslav Pouzar (Václav Nedomanský), 32. Jiří Kochta, 40. Milan Kužela.

Rozhodčí: Franz Bader (FRG), Len Gagnon (USA)

Vyloučení: 2:4 (využití 2:0)
ČSSR: Jiří Crha – Milan Kužela, Jaroslav Šíma, Oldřich Machač, Jiří Bubla, Josef Horešovský, Karel Vohralík – Jiří Kochta, Václav Nedomanský, Jaroslav Pouzar – Eduard Novák, Bedřich Brunclík, Bohuslav Ebermann - Jiří Novák, Richard Farda, Bohuslav Šťastný.
SSSR: Vladislav Treťjak – Viktor Kuzkin, Alexandr Gusev, Valerij Vasiljev, Jurij Ljapkin, Vladimir Lutčenko, Alexandr Ragulin, Gennadij Cygankov – Boris Michajlov, Vladimir Petrov, Valerij Charlamov – Alexandr Malcev, Vladimir Šadrin, Alexandr Jakušev – Jurij Lebeděv, Vjačeslav Anisin, Alexandr Bodunov.

## Statistiky

### Nejlepší hráči
| Brankář | Walery Kosyl    |
| Obránce | Oldřich Machač  |
| Útočník | Vladimir Petrov |

### Kanadské bodování
| Poř. | Kanadské bodování | Branky | Přihrávky | Body |
| ---- | ----------------- | ------ | --------- | ---- |
| 1.   | Vladimir Petrov   | 5      | 7         | 12   |